# Делегации в чужбина след Илинденско-Преображенското въстание
Делегациите в чужбина след Илинденско-Преображенското въстание са опит на българските македоно-одрински дейци да се възползват от международния отзвук от въстанието, за да защитят българската кауза в Русия и Европа и да предизвикат намеса на Великите сили в Османската империя.

## История
Първата делегация започва да се подготвя още през август, докато въстанието е в ход. Тя е организирана от Върховната комисия на македоно-одринските братства с председател капитан Александър Протогеров и Благодетелната комисия за подпомагане на страдащите македонци и одринци с председател митрополит Симеон Варненски и Преславски и подпредседател професор Димитър Агура. Мисията е възложена на професор Любомир Милетич от Щип, професор Иван Георгов от Велес и митрополит Симеон. От Русия обаче идват сигнали, че митрополит Симеон не е желан в страната, тъй като Българската православна църква все още е в положение на схизма. Съответно делегацията решава да замине директно към Европа, но Андрей Ляпчев и други хора, близки до правителството ги разубеждават. През септември Милетич и Георгов без митрополит Симеон пристигат в Санкт Петербург. Въпреки доброто посрещане членовете на делегацията са смъмрени за това, че въстанието е обявено не навреме и те не успяват да се срещнат с цар Николай II. Срещат се с княз Оболенски и други официални лица, които ги съветват да чакат резултата от реформена акция. Единственият значим резултат е интервю в „Новое время“, в което Милетич и Георгов разказват за подготовката  хода и целите на въстанието. Милетич разяснява, че главната им цел е да събират помощ за пострадалото население в Македония и Одринско, тъй като сто хиляди жени и деца са заплашени от гладна смърт, но също така подчертава, че въстанието е организирано от местни сили.
За Западна Европа пръв заминава водачът на въстанието в Серския революционен окръг генерал Иван Цончев, придружаван от Илия Гологанов, от името на цончевисткото крило на официално забранения Върховен македоно-одрински комитет и Тайните офицерски братства. Те тръгват през ноември със субсидия от 3000 лева, отпусната от министър-председателя Рачо Петров, което дава силна официална санкция на мисията им.
След Цончев за Европа заминават Борис Сарафов и Михаил Герджиков с мандат от Задграничното представителство на ВМОРО.
След тях следват двама участници във въстанието – върховисткият деец поручик Любомир Стоенчев и руският кореспондент Пьотър Орловец.
Месец след тях за Европа тръгва Тома Карайовов като представител на Върховния комитет Станишев – Карайовов.